# Pancerzyn
Pancerzyn (niem. Panzerei) – osada w Polsce położona w województwie warmińsko-mazurskim, w powiecie ostródzkim, w gminie Ostróda. Wchodzi w skład sołectwa Durąg.
W latach 1975–1998 miejscowość administracyjnie należała do województwa olsztyńskiego.
W czasach krzyżackich wieś pojawia się w dokumentach w roku 1328, podlegała pod komturię w Ostródzie, były to dobra rycerskie o powierzchni 20 włók.